# Зелін (Ґрифицький повіт)
Зелін (пол. Zielin, нім. Sellin) — село в Польщі, у гміні Грифиці Ґрифицького повіту Західнопоморського воєводства.
Населення — 75 осіб (2011).
У 1975-1998 роках село належало до Щецинського воєводства.

## Демографія
Демографічна структура станом на 31 березня 2011 року:
|          | Загалом | Допрацездатний вік | Працездатний вік | Постпрацездатний вік |
| -------- | ------- | ------------------ | ---------------- | -------------------- |
| Чоловіки | 40      | 7                  | 30               | 3                    |
| Жінки    | 35      | 3                  | 24               | 8                    |
| Разом    | 75      | 10                 | 54               | 11                   |